# ۱۴۲۵ (قمری)
۱۴۲۵ (قمری)، هزار و چهارصد و بیست و پنجمین سال در گاهشماری هجری قمری است. اول محرم این سال برابر با بیست و دوم فوریه سال ۲۰۰۴ میلادی است.

## وابسته
- مسجد شیخ زاید